# Шрикшетра

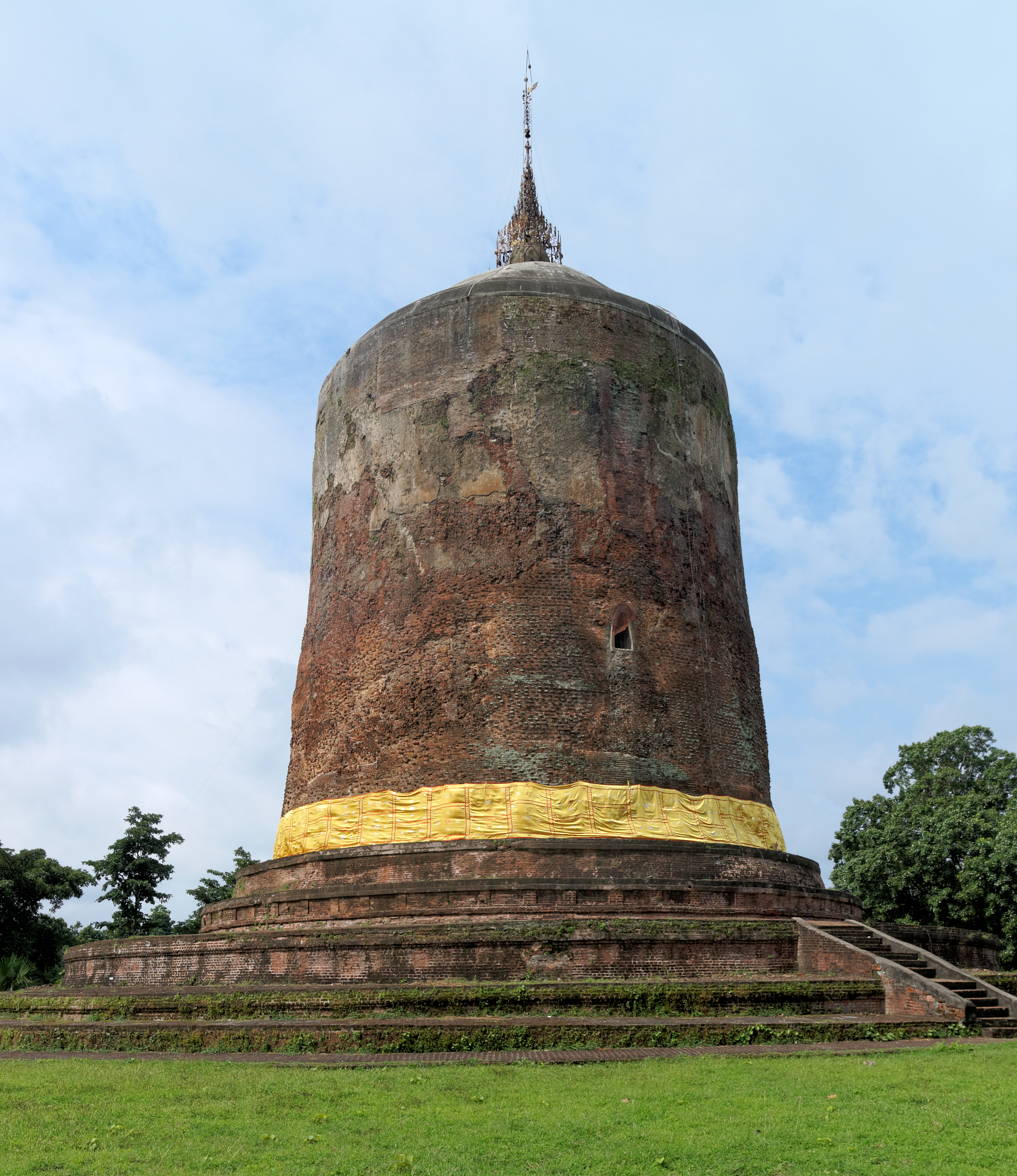
Пагода Бободжи в Шрикшетре

Шрикшетра или Тарекитара (бирм. သရေခေတ္တရာ ပြည်, IV—IX вв.; переводится «Поле славы», «Поле фортуны») — одно из первых государств на территории Мьянмы.
В III веке до н. э. китайское царство Цинь разгромило государства Ба и Шу, существовавшие в среднем течении Янцзы. Это, а также последующая экспансия империи Хань вызвали значительную волну миграции тибетско-бирманских племён, достигшую речных долин Центральной Мьянмы. Племена пью основали в долине Иравади ряд поселений. Они научились использовать высокий ежегодный паводок реки, удерживать воду земляными валами и регулировать её подачу для полива полей уже после спада наводнения. Новая технология регулирования паводковых вод дала возможность освоения новых территорий под культуру риса, способствуя переходу к соседской общине и созданию государства. Ирригационные системы пью, впоследствии использованные создателями царства Паган, были открыты археологами с помощью аэрофотосъёмки.
Как установлено археологогическими находками, столичным городом Шрикшетры были поочерёдно Тарекеттая (в районе современного города Пьи), Пейтано, Халинджи. Основной сельскохозяйственной культурой в Шрикшетре был рис, однако наряду с ним, по сообщениям китайских хроник, выращивались просо и соя, хлопчатник и сахарный тростник («толщиной в человеческую ногу»), различные овощи.
Города, по сообщениям китайских очевидцев, были огромного размера, имели овальную форму, были обнесены двойным кольцом стен, облицованных керамической плиткой, и выложенными кирпичом рвами. Внутри городских стен наряду с жилыми домами и храмами находились рисовые поля, сады, огороды, водоёмы. Археологические данные подтверждают сообщения китайских источников о широком употреблении металлов в Шрикшетре.
О государственном и социальном устройстве Шрикшетры известно немного. Китайские источники сообщают, что пью управляются царями, которые носят индийский титул махараджа. Найденные в Тарекитаре погребальные каменные урны царской династии, носящей тронное имя Викрама, и дешифровка выбитых на них надписей (алфавитом пью) позволили определить причину введения принятого до сих пор в Мьянме летоисчисления, начинающегося в 638 году: это был год восшествия на престол первого царя династии Викрама в Шрикшетре. Китайские источники описывают значительную социальную дифференциацию в Шрикшетре: царь живёт во дворце, украшенном золотом, серебром, коврами, выезжает в паланкине или на слоне, обладает сокровищами и гаремом; знать окружена свитой. В отличие от простолюдинов, небольшие погребальные урны которых сделаны из глины, царей захоранивают в огромных каменных кувшинах на высоких кирпичных постаментах.
Несмотря на широкий религиозный синкретизм, в Шрикшетре отдавалось предпочтение буддизму тхеравады, хотя во дворце процветали как индуистские, так и махаянистские обычаи. В китайских источниках указывается, что в Шрикшетре живут именно буддисты, что в городе имеется сто буддийских монастырей, что в монастырских школах учатся мальчики (но в дальнейшем они могут снова вернуться к светской жизни), что население привержено буддийскому запрету на убийство всего живого.
По северной сухопутной дороге через Юньнань были установлены первые связи Китая и Мьянмы. Когда в Юньнани возникло государство Наньчжао, его правители открыли по этому пути караванную торговлю. Расширяясь, Наньчжао отвоевало у Шрикшетры в 757 и 763 годах верховья Иравади и заставило признать свой сюзеренитет. По-видимому, в это время в Шрикшетре уже не было династии Викрама, да и столица была перенесена на север, в Халинджи на караванном пути в Наньчжао — вероятно, из-за давления монов с юга и набегов каренов.
В 802 году в империю Тан прибыло посольство из Шрикшетры. Со слов пью китайские придворные летописцы записали сведения о государстве Шрикшетра; музыканты-пью, которых было много в составе посольства, получили одобрение танского двора. Возможно, что попытки последних царей Шрикшетры вести самостоятельную политику и вызвали разгром этого государства: в 832 году войска Наньчжао захватили Халинджи, сровняли её с землёй, а оставшихся в живых жителей угнали в плен. Постепенно упоминания о пью исчезли из исторических материалов.

## Известные цари
- 673—688 гг. — Сурьявикрама
- 688—695 гг. — Харивикрама
- 695—718 гг. — Сихавикрама[1]